# Lineus gilbus
Lineus gilbus är en djurart som tillhör fylumet slemmaskar, och som beskrevs av Heinrich Bürger 1892. Lineus gilbus ingår i släktet Lineus och familjen Lineidae. Inga underarter finns listade i Catalogue of Life.